# 多瑙圣帕尔
多瑙圣帕尔（匈牙利語：Dunaszentpál）是匈牙利杰尔-莫雄-肖普朗州所辖的一个村。总面积9.81平方公里，总人口752，人口密度76.7人/平方公里（2011年1月1日）。